# Christmas '64
| Recensione | Giudizio |
| ---------- | -------- |
| AllMusic   |          |

Christmas '64 è un album a nome The Incredible Jimmy Smith, pubblicato dalla Verve Records nel novembre del 1964.

## Tracce
LP (1964, Verve Records, MG V-8604/MG V6-8604)
Lato A
1. God Rest You Merry, Gentlemen – 4:19 (Tradizionale, arr. Billy Byers) – Registrato il 20 aprile 1964
2. Jingle Bells – 3:10 (Tradizionale, arr. Jimmy Smith) – Registrato il 20 aprile 1964
3. We Three Kings of Orient Are – 3:40 (Tradizionale, arr. Al Cohn) – Registrato il 29 settembre 1964
4. The Christmas Song – 4:30 (Mel Tormé, Robert Wells) – Registrato il 29 settembre 1964

Lato B
1. White Christmas – 2:45 (Irving Berlin) – Registrato il 29 settembre 1964
2. Santa Claus Is Comin' to Town – 5:20 (testo: Haven Gillespie – musica: J. Fred Coots) – Registrato il 20 aprile 1964
3. Silent Night (arr. Billy Byers) – 4:00 (testo: Joseph Mohr – musica: Franz Xaver Gruber) – Registrato il 29 settembre 1964
4. God Rest Ye Merry Gentlemen – 6:00 (Tradizionale, arr. Jimmy Smith) – Registrato il 29 settembre 1964

CD (1992, Verve Records, 314 513 711-2)
1. God Rest Ye Merry Gentlemen – 4:17 (Tradizionale, arr. Billy Byers)
2. Jingle Bells – 3:11 (J.S. Pierpont, arr. Jimmy Smith)
3. We Three Kings (of Orient Are) – 3:43 (John Henry Hopkins, arr. Al Cohn)
4. The Christmas Song – 4:30 (Mel Tormé, Robert Wells)
5. White Christmas – 2:49 (Irving Berlin)
6. Santa Claus Is Coming to Town (arr. Jimmy Smith) – 5:24 (testo: Haven Gillespie – musica: J. Fred Coots)
7. Silent Night (arr. Billy Byers) – 4:01 (testo: Joseph Mohr – musica: Franz Xaver Gruber)
8. God Rest Ye Merry Gentlemen – 6:07 (Tradizionale, arr. Jimmy Smith)
9. Baby, It's Cold Outside – 5:56 (Frank Loesser) – Traccia bonus - Registrato il 28 settembre 1966
10. Greensleeves – 8:53 (musica: Tradizionale, P.D.) – Traccia bonus - Registrato il 14 e 15 giugno 1965

## Musicisti
God Rest You Merry, Gentlemen / Jingle Bells / Santa Claus Is Comin' to Town
- Jimmy Smith – organo
- Quentin Warren – chitarra
- Bill Hart – batteria

We Three Kings of Orient Are / The Christmas Song / White Christmas / Silent Night / God Rest Ye Merry Gentlemen
- Jimmy Smith – organo, leader
- Billy Byers – arrangiamenti, conduttore orchestra
- Al Cohn – arrangiamenti
- Ernie Royal – tromba
- Bernie Glow – tromba
- Danny Stiles – tromba
- Joe Wilder – tromba
- Joe Newman – flicorno
- Earl Chapin – corno francese
- Don Corrado – corno francese
- Morris Secon – corno francese
- Jim Buffington – corno francese
- Jimmy Cleveland – trombone
- Chauncey Welsh – trombone
- Paul Faulise – trombone basso
- Tommy Mitchell – trombone basso
- Kenny Burrell – chitarra
- Harvey Phillips – tuba
- Margret Ross – arpa
- Art Davis – contrabbasso
- Grady Tate – batteria
- George Devens – percussioni

Baby, It's Cold Outside
- Jimmy Smith – organo
- Wes Montgomery – chitarra
- Grady Tate – batteria[3]

Greensleeves
- Jimmy Smith – organo
- Kenny Burrell – chitarra
- Grady Tate – batteria[4]

### Produzione
- Creed Taylor – produzione
- Registrazioni effettuate il 20 aprile 1964 e il 29 settembre 1964 al Van Gelder Studio di Englewood Cliffs, New Jersey
- Rudy Van Gelder – ingegnere delle registrazioni
- Val Valentin – direttore ingegnere delle registrazioni
- Acy R. Lehman – design copertina album originale
- Jon Henry – foto copertina album originale
- Nome dell'autore delle note copertina album – note retrocopertina album originale[5]